# 80 à l'heure
80 à l'heure était une émission de télévision française diffusée de 2002 à 2004 sur M6. Elle était présentée par Valentine Arnaud et Nicolas Beuglet.

## L'émission
Il s'agissait d'une émission rétrospective sur la culture populaire des années 1980. L'émission a également été déclinée en deux autres formats consacrés cette fois-ci aux années 1970 et années 1990 respectivement intitulé 70 à l'heure et 90 à l'heure.